# Othon Ier d'Oldenbourg
Pour les articles homonymes, voir Othon Ier.
Othon Ier (mort en 1251) est comte d'Oldenbourg de 1209 à sa mort.

## Biographie
Othon est le fils du comte Maurice Ier et de son épouse Salomé von Wickrath. À la mort de son père, il devient comte aux côtés de son frère aîné Christian II. Il règne seul après la mort de son frère en 1233, puis conjointement avec son neveu Jean à partir de 1243.
Il participe vraisemblablement à la croisade contre les Stedinger (en) en 1234. Elle lui permet en tout cas d'accroître ses domaines dans la région de Stedingen (en).

## Mariage et descendance
Othon Ier et son épouse Mathilde de Woldenberg ont deux enfants :
- Henri ;
- Salomé, épouse le comte Gerbert de Stotel.